# Villa Carpentier
Villa Carpentier of Villa "De Platanen" is een luxueus art-nouveau-landhuis in Ronse ontworpen door Victor Horta in opdracht van Brusselse garenfabrikant Valère Carpentier tussen 1899 en 1901.   
In tegenstelling tot de meeste andere landhuizen van Horta, bevat Villa Carpentier alle kenmerken van zijn meesterschap.  Het zomerverblijf is door Horta opgevat als een gesamtkunstwerk en is tot in de kleinste details uitgedacht. Zowel de architectuur en de binnenhuisinrichting vormen één harmonieus geheel.  Zelfs het drie hectare grote park heeft Horta uitgetekend, zodat elke boom is aangeplant in functie van het uitzicht vanuit de villa.  

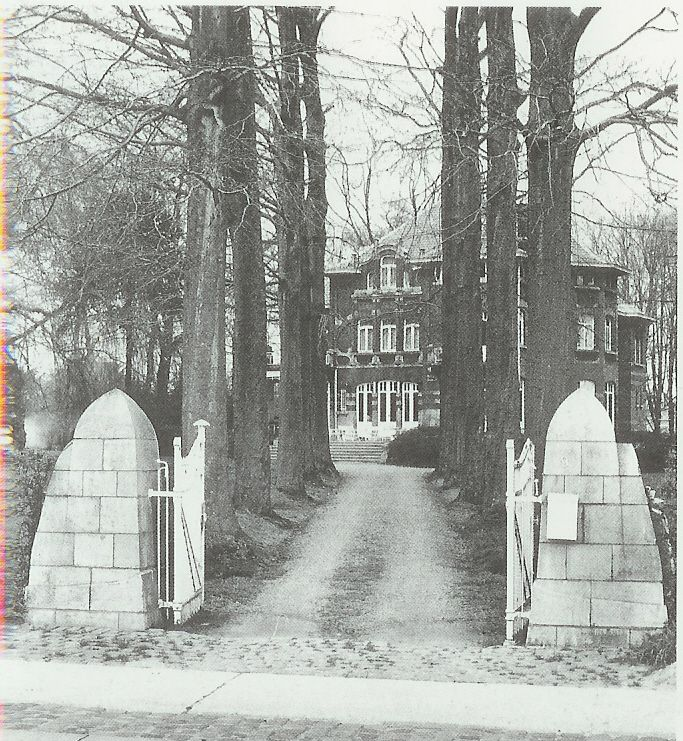
Villa Carpentier (Ronse)

Villa Carpentier is een van de meest luxueuze door Victor Horta ontworpen zomerverblijven en werd in 1983 beschermd als monument. Doordat de bewoners van het huis tussen 1947 en 1996 nooit ingrijpende verbouwingen hebben aangegaan, bevindt het zich vandaag de dag nog volledig in originele staat.  Dit statige gebouw wordt beschouwd als de enige villa met omgevende tuin binnen Horta’s oeuvre waar het totaalconcept bewaard bleef. 
Het huis ligt centraal in het park. De voorgevel is asymmetrisch opgebouwd en verdeeld in drie verschillende delen.  Het centrale deel is rijk versierd met beeldhouwwerk in arduin en witsteen. De originele muurlampen aan de voordeur zijn nog aanwezig. Aan de westkant is een open terras met daarboven een balkon, versierd met smeedijzer in de typische art-nouveau-‘zweepslag’.  Aan de oostzijde is een veel uitgebreidere vleugel, met op de benedenverdieping een salon voor overdag. Op de eerste verdieping het boudoir van mevrouw Carpentier. Het interieur, waarvoor o.a. beroep werd gedaan op Albert Ciamberlani en Emile Fabry, is rijk gedecoreerd met fijn schrijnwerk, glas in lood, mozaïek- en parketvloeren, muur- en plafondschilderingen. Kleuren en materialen zijn met de grootste zorg op elkaar afgestemd.
In 2013 werd de Vlaamse film Halfweg van regisseur Geoffrey Enthoven er opgenomen. Op het vroegere biljet van 2000 Belgische frank stonden motieven uit Villa Carpentier afgebeeld.

## Afbeeldingen

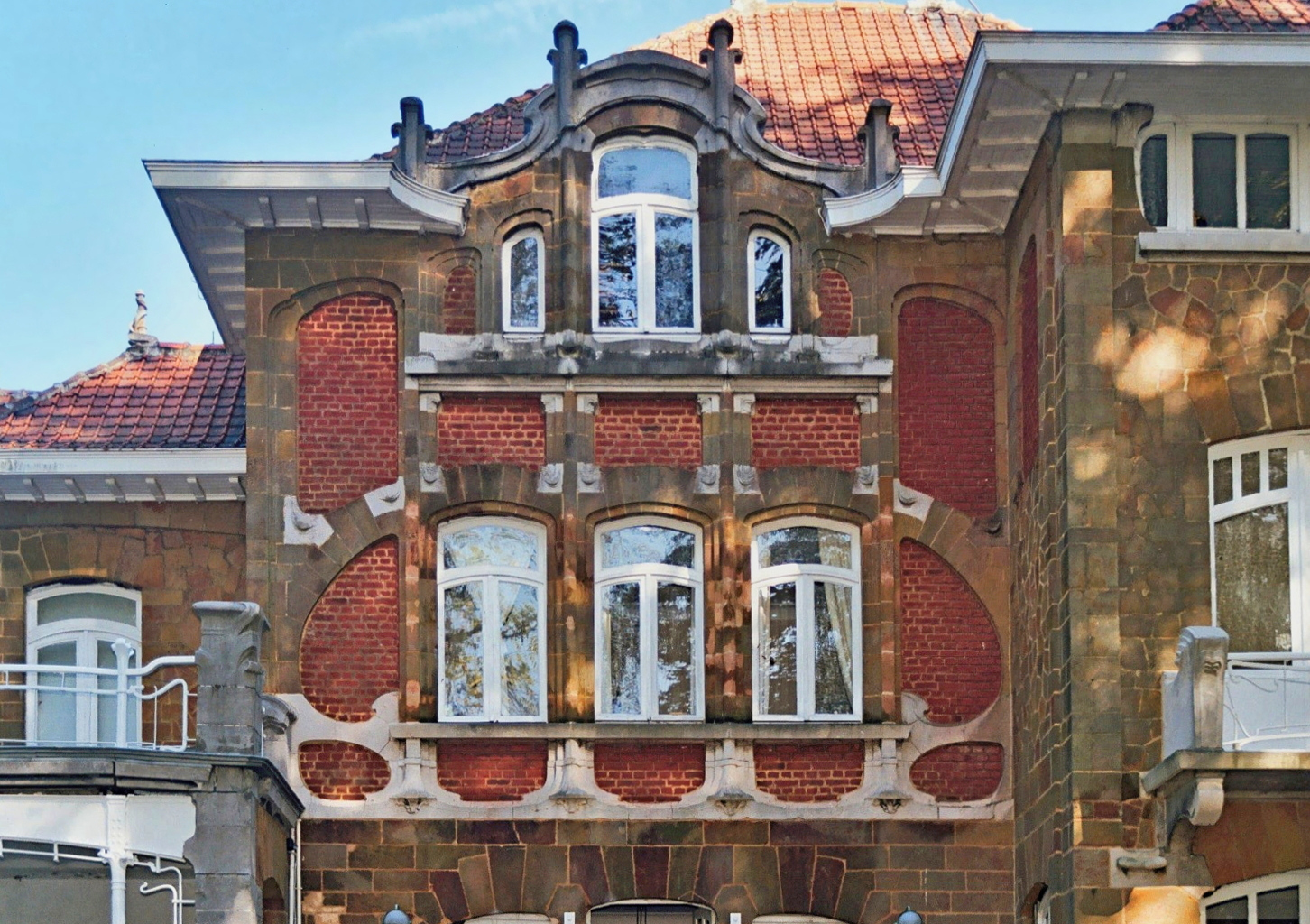
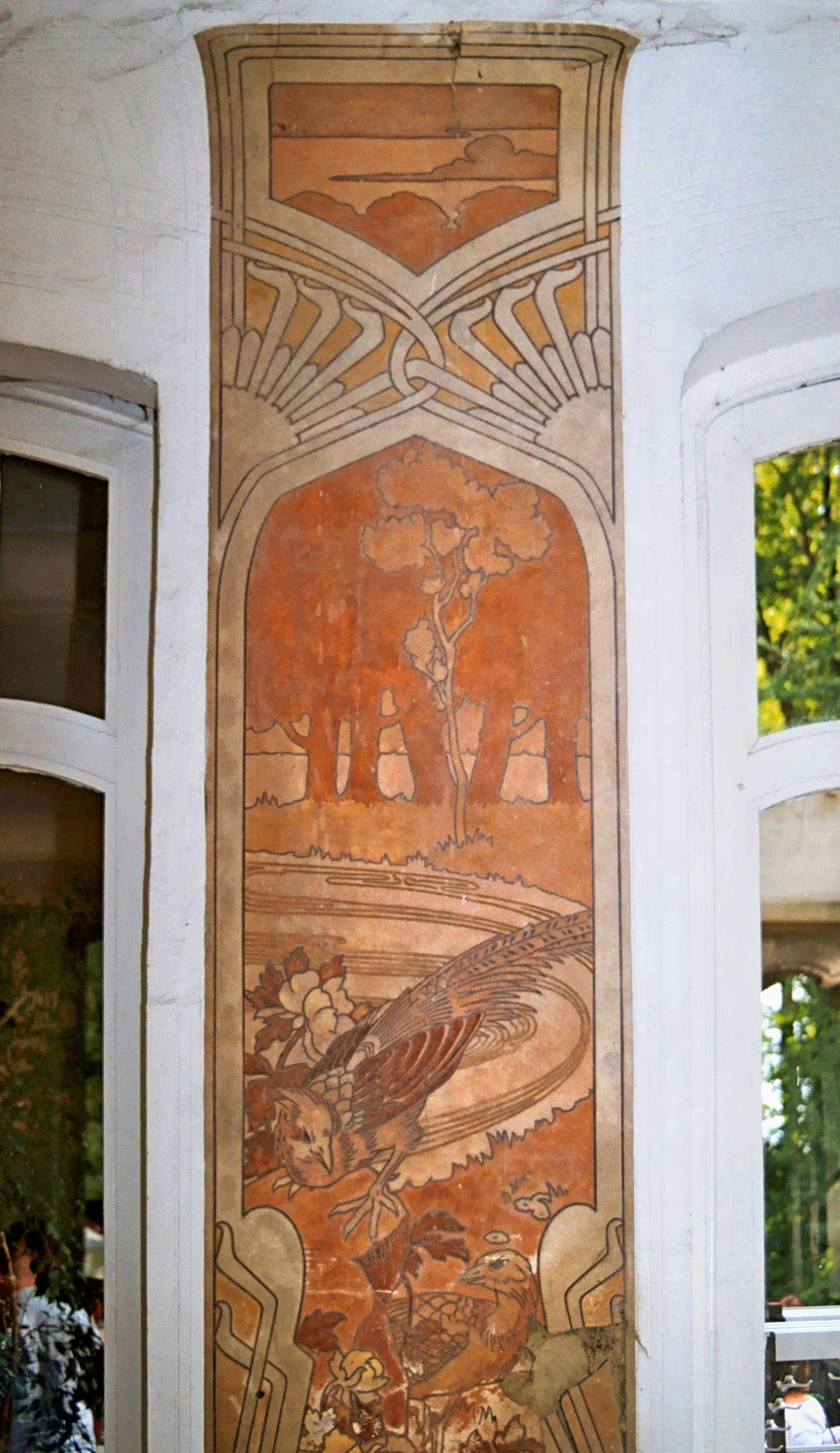
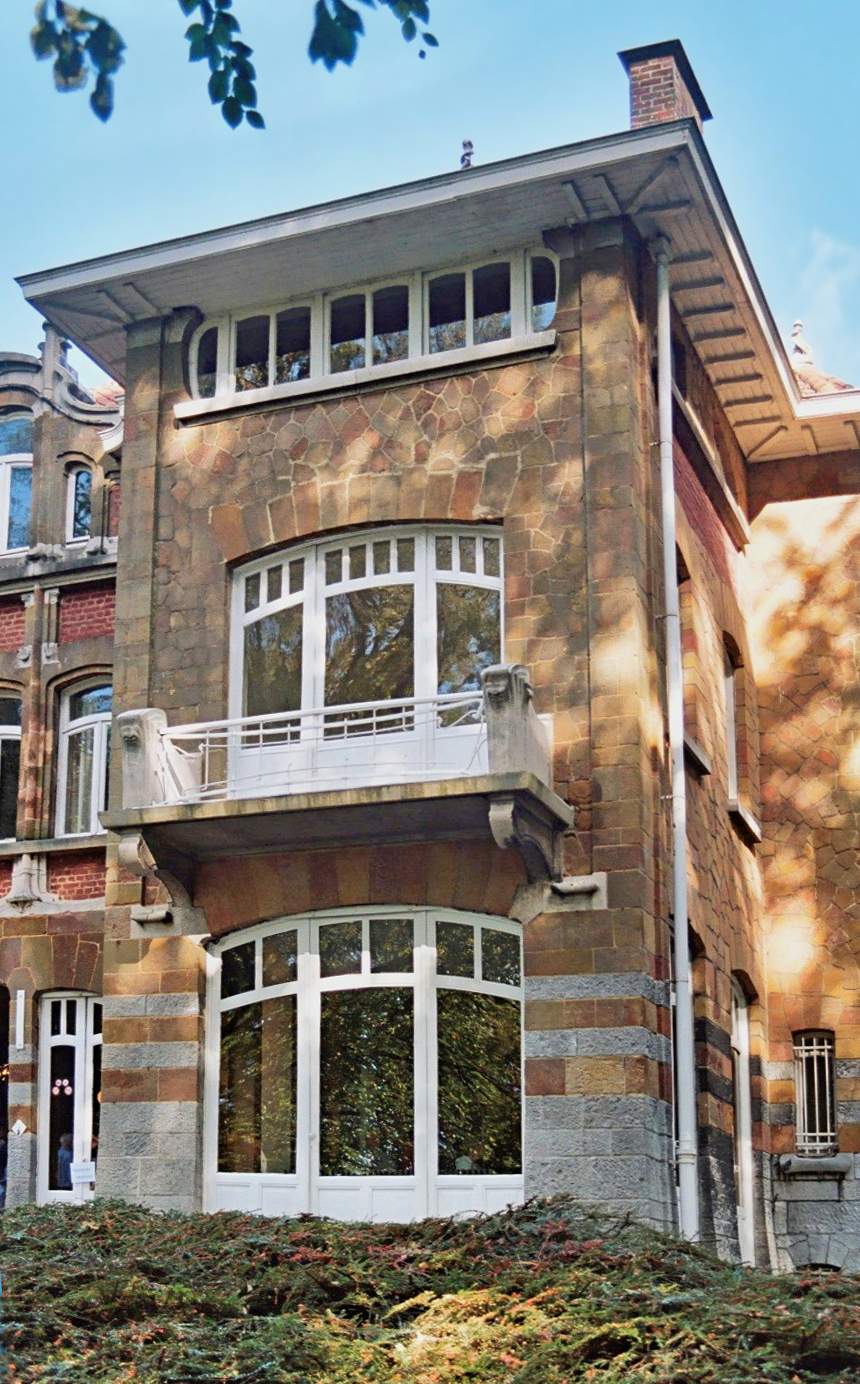
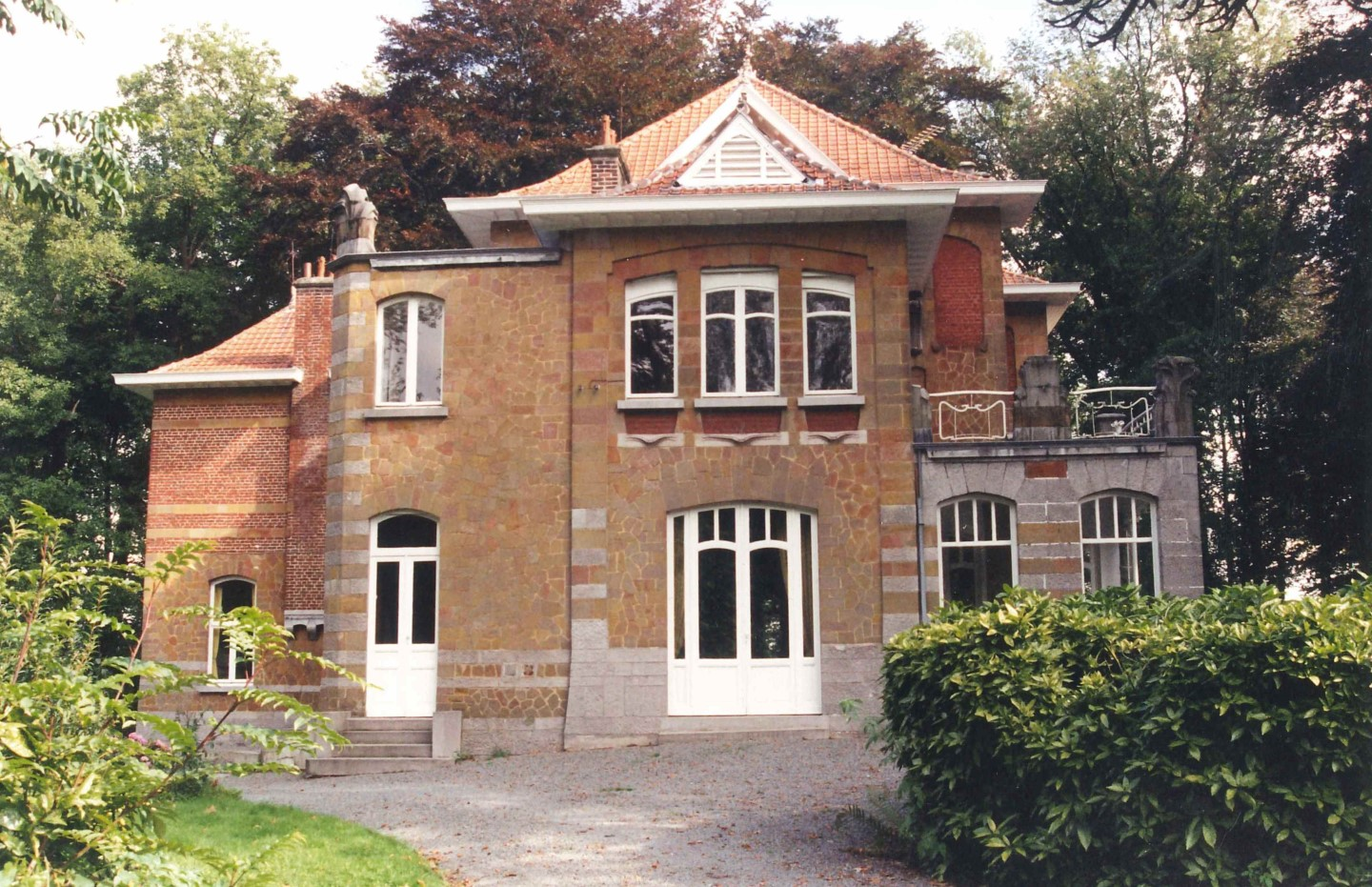
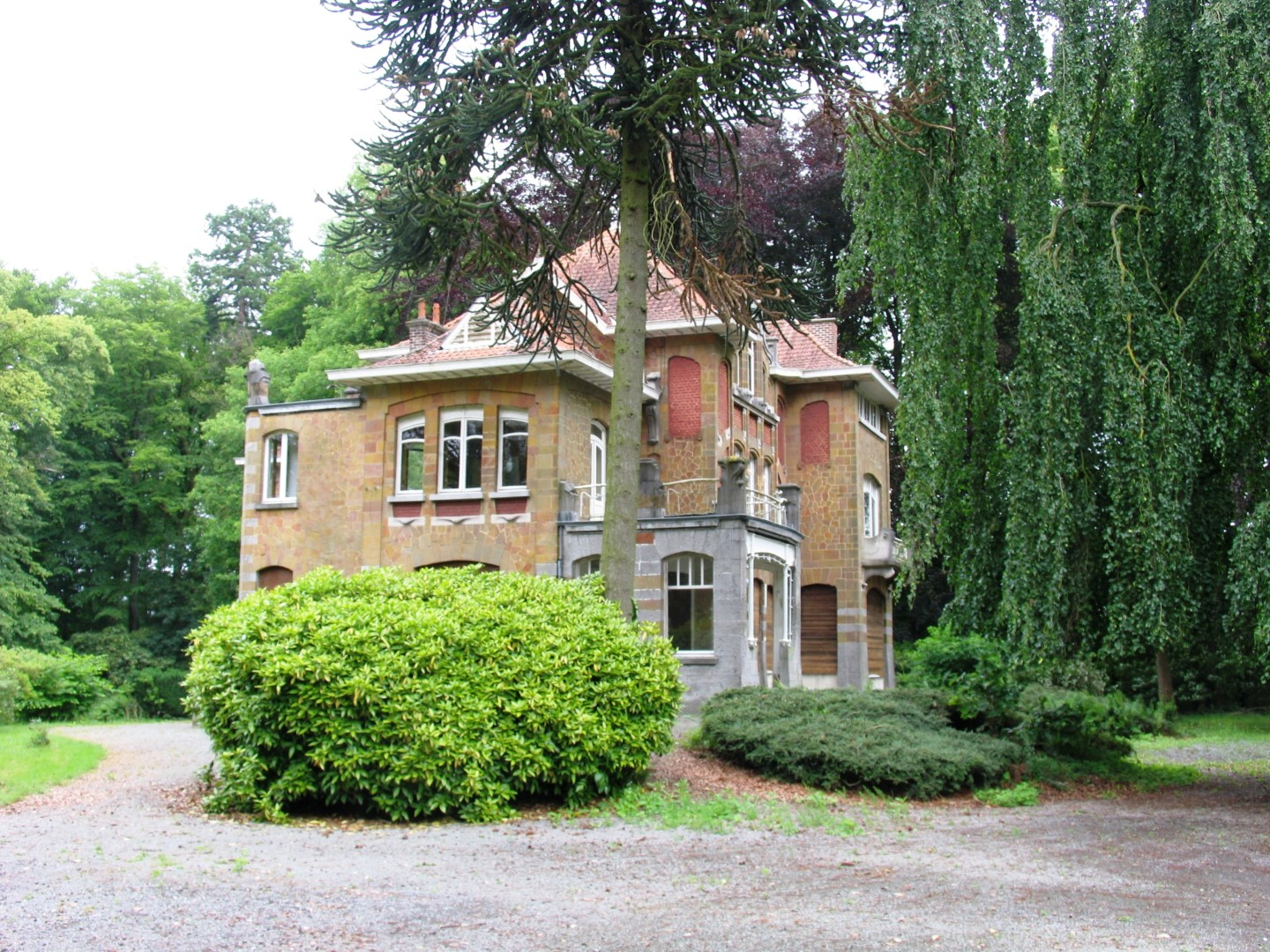